# Анисимов, Александр Александрович (актёр)
Алекса́ндр Алекса́ндрович Ани́симов (22 апреля 1938 — 16 июля 2012, Санкт-Петербург) — советский и российский актёр театра и кино, режиссёр, театральный педагог, заслуженный артист РСФСР (1982).

## Биография
Александр Анисимов родился 22 апреля 1938 года. В 1961 году окончил Ленинградский театральный институт имени А. Н. Островского (актёрский класс Елизаветы Ивановны Тиме) и в том же году начал играть в театре им. Ленинского Комсомола. В последующие годы он работал во многих городах страны:
- 1964—1969 годы — театр им. В. Ф. Комиссаржевской в Ленинграде.
- 1969—1972 годы — Норильский театр им. В. В. Маяковского. Здесь Анисимов начал также работать как режиссёр. С 1971 года был режиссёром-ассистентом в спектаклях «Недоросль», «Моё сердце с тобой», «Трое из уголовного розыска», а в 1972 году поставил сказку «Кот в сапогах» Ш.Перро и «Как аукнется…» Орехова.
- 1973—1975 годы — Русский драматический театр им. М. Ю. Лермонтова в Алма-Ате.

В 1976 году Александр Анисимов вошёл в труппу Академического театра драмы им. А. С. Пушкина. За 25 лет работы он сыграл в Александринке около сорока ролей. В 1987 году совместно с Тамарой Анисимовой поставил пьесу Г. Фигейреду «Дон Жуан».
Александр Анисимов много работал и в кинематографе, снявшись в сорока фильмах. В 1968 году он запомнился по фильму «Удар! Еще удар!»: играл роль футболиста Карла Рамке из немецкой команды, который корчился на поле, симулируя тяжёлую травму, а также «заработал» пенальти и удаление нашего игрока.
Преподавательская деятельность Анисимова началась в 1975 году, когда он стал режиссёром-педагогом театра-студии при Ленинградском институте инженеров железнодорожного транспорта (сейчас Петербургский государственный университет путей сообщения), проработав в студии более 10 лет. С 1997 года был доцентом кафедры режиссуры Санкт-Петербургской государственной академии театрального искусства (ныне — РГИСИ).
Умер 16 июля 2012 года. Прощание с актёром состоялось 19 июля 2012 года в Санкт-Петербурге в Церкви Спаса Нерукотворного Образа на Конюшенной площади. Похоронен там же на Новодевичьем кладбище.

### Семья
- Жена — режиссер-балетмейстер Тамара Сергеевна Анисимова.
- Сын — актёр и спортивный комментатор Константин Александрович Анисимов (род. 1966).

Сын  - Актер Академического театра драмы имени В.Ф.Комиссаржевской - Анисимов Александр Александрович (род.1976).

## Театральные работы

### Театр имени Ленинского Комсомола
- «Никто» Э. де Филиппо — Винченцо де Преторе
- «Юность отцов» Б. Горбатова — Антон
- «Петровка 38» Ю. Семёнова — Костенко

### Театр имени В. Ф. Комиссаржевской
- «Господин Пунтила и его слуга Матти» Б. Брехта — Матти
- «Физики и лирики» Волчека — Лукоянов
- «Миллионерша» Б. Шоу — Эллистер
- «Женитьба» Н. В. Гоголя — Яичница
- «Если бы небо было зеркалом» Н. Думбадзе — Бежан

### Норильский театр имени Вл. Маяковского
- «Человек со стороны» И. Дворецкого — Чешков
- «Всеми забытый» Н. Хикмета — доктор
- «Недоросль» Д. Фонвизина — Правдин

### Русский театр драмы имени М. Ю. Лермонтова
- «Так громче музыка» — Фурманов
- «Безымянная звезда» М. Себастьяна — Марин Меррою
- «Энергичные люди» В. Шукшина — Аристарх

### Александринский театр
- 1977 — «Справедливость — моё ремесло» — Шапкин
- 1977 — «Ивушка неплакучая» — Пишка
- 1978 — «Дети солнца» М. Горького — Чепурной
- 1978 — «Иванов» А. Чехова — доктор Львов
- 1979 — «Над светлой водой» В. Белова — председатель
- 1980 — «Таланты и поклонники» А. Островского — Великатов
- 1980 — «Живи и помни» В. Распутина — Гуськов
- 1981 — «Предел возможного» — Бортов
- 1981 — «На большой дороге» — Мерик
- 1982 — «Лукия» — Семён
- 1983 — «Васса Железнова» М. Горького — Мельников
- 1985 — «Фельдмаршал Кутузов» — Степан
- 1990 — «Александр Невский» В. Белова — Владыка Кирилл
- 1995 — «Воспитанница» А. Островского — Потапыч
- 1997 — «Сказание о царе Петре и убиенном сыне его Алексее» — духовник царевича Алексея Яков Игнатов
- 1999 — «Борис Годунов» А. С. Пушкина — Семён Годунов
- 2002 — «Ревизор» Н. В. Гоголя (режиссёр Валерий Фокин) — Свистунов
- 2011 — «Счастье» А. Могучего и К. Филиппова по мотивам произведений Мориса Метерлинка (режиссёр Андрей Могучий) — участник оркестра Душ забытых инструментов

## Фильмография

### Актёр
- 1964 — Пока фронт в обороне — Саня, водитель грузовика — передвижного пункта контрпропаганды
- 1966 — Два билета на дневной сеанс — бандит в кинотеатре
- 1967 — Браслет-2 — красноармеец (нет в титрах)
- 1967 — Захудалое королевство — Дуршлаг, королевский повар (нет в титрах)
- 1967 — Мятежная застава — Устин
- 1967 — Седьмой спутник — Кухтин
- 1967 — Чудаки — Самоквасов
- 1968 — Гроза над Белой — эпизод
- 1968 — Удар! Ещё удар! — Карл Рамке, футболист «Рифов»
- 1969 — Белый флюгер — Зуйко
- 1970 — Любовь Яровая — 2-й конвоир Шванди, Антон, солдат из батраков
- 1970 — Угол падения — эпизод
- 1972 — Дела давно минувших дней… — конвоир (нет в титрах)
- 1972 — Синие зайцы, или Музыкальное путешествие — эпизод (нет в титрах)
- 1975 — Шаг навстречу — таксист (новелла «Всего за 30 копеек»)
- 1976 — Меня это не касается… — Семён Григорьевич Дмитрук, заместитель директора фабрики
- 1976 — Обыкновенная Арктика — Алексей Богучаров
- 1977 — Беда — прапорщик Бобылев
- 1977 — Открытая книга
- 1978 — Комедия ошибок — пристав
- 1978 — Летучая мышь — эпизод
- 1979 — В моей смерти прошу винить Клаву К. — Дмитрий Александрович, директор Дворца пионеров
- 1980 — Гражданин Лёшка — Пётр Алексеевич Киржинов, бригадир
- 1980 — Тайное голосование — Фёдор Иванович Балясный, колхозный бригадир
- 1981 — Деревенская история — Фёдор, механизатор
- 1981 — Куда исчез Фоменко? — сослуживец Фоменко
- 1981 — Предел возможного — Бортов
- 1981 — Пропавшие среди живых — Алексей Потапович Сироткин
- 1988 — Опасный человек — эпизод
- 1990 — Бакенбарды — эпизод
- 1990 — Духов день — Христофоров
- 1990 — Зимняя вишня 2 — эпизод
- 1990 — Новая Шахерезада — эпизод
- 1992 — Искатели сокровищ (Белоруссия) — эпизод
- 1995 — Зимняя вишня 3 — эпизод
- 1998 — Охота жить (Белоруссия) — эпизод
- 2000 — Марсианские хроники
- 2002 — Бесы
- 2003 — Гололёд — эпизод
- 2005 — Улицы разбитых фонарей 7 (7-я серия «Большой приз») — Покатый

### Режиссёр
- 1992 — Кот

### Сценарист
- 1992 — Кот

## Награды
- Заслуженный артист РСФСР (1982)